# تشارلز س. كاربنتر
تشارلز س. كاربنتر (بالإنجليزية: Charles C. Carpenter) هو ضابط أمريكي، ولد في 27 فبراير 1834 في ليدين في الولايات المتحدة، وتوفي في 1 أبريل 1899 في بوسطن في الولايات المتحدة.